# آثار العنف في وسائل الإعلام
دراسات العنف في وسائل الإعلام تُحلل درجة الارتباط بين موضوعات العنف في المصادر الإعلامية (خاصةً العنف في ألعاب الفيديو والتلفزيون والأفلام) مع العدوانية والعنف في العالم الحقيقي مع مرور الوقت. كما أن العديد من علماء الاجتماع يدعمون هذا الارتباط. وعلى الرغم ذلك، هُناك بعض العلماء الذين لديهم الحُجَجٌ على أن بعض البحوث الإعلامية لديها مشاكل منهجية وأن النتائج مبالغ فيها.
وعلى مر التاريخ تظهر الشكاوى على الآثار السلبية المحتملة لوسائل الإعلام، حتى أفلاطون كان قلقًا بشأن تأثير المسرحيات على الشباب. وسائل الإعلام المختلفة، بما في ذلك روايات الدايم والكتب المصورة والجاز والروك آند رول ولعب الأدوار / ألعاب الكمبيوتر والتلفزيون والأفلام والإنترنت (عن طريق الكمبيوتر أو الهاتف المحمول) وهناك آخرون لديهم تكهُنات بأن مستخدمي هذه الوسائل سَيصبحون أكثر عدوانية، وتمرد، أو غير أخلاقييّن. وهناك آخرين لديهم تكهنات بأن مستهلكي هذه الوسائط سَيصبحون أكثر عدوانية، وتمرد أو غير أخلاقييّن. وقد دفع ذلكَ بعض العلماء إلى الاستنتاج من البيانات التي أدلى بها بعض الباحثين لتندرج في حلقة من الذعر الأخلاقي القائم على وسائل الإعلام (على سبيل المثال Gauntlett ، 1995 ؛ Trend ، 2007 ؛ Kutner & Olson ، 2008). كما سَاهمَ ظهور التلفزيون إلى البحث في تأثير هذه الوسيلة الجديدة في فترة الستينيات. وفي هذا البحث تم توجيه الكثير منه من خلال نظرية التعلم الاجتماعي التي وضعها ألبرت باندورا. كما أن نظرية التعليم الاجتماعي تشير إلى أن عملية النمّذجة هي إحدى الوسائل التي يتعلم بها البشر.

## تأثيرات وسائل الإعلام النظريات

### نظرية التعلم الاجتماعي
نشأت نظرية التعلم الاجتماعي مع نظرية باندورا التي تشير إلى أن الأطفال قد يتعلمون العدوان من مشاهدة الآخرين. لوحظت نمذجة السلوك في تجارب باندورا في بوبو دول. قدم باندورا للأطفال نموذجًا عدوانيًا: لعب النموذج بألعاب العبث «الغير مؤذية» لمدة دقيقة أو نحو ذلك، ولكنه تقدم بعد ذلك إلى دمية Bobo، ووضع النموذج دمية بوبو لأسفل وكان عنيفًا تجاهها؛ ولكم أنفها، وضربها بمطرقة، وألقاه في الهواء، وركلها. بالإضافة إلى ذلك، قدمت تعليقات لفظية متعلقه بذلك. ثم وضعوا الأطفال في غرفة مع دمية بوبو لمعرفة ما إذا كان هو / هي سوف يقومون بتقليد السلوك الذي شوهد سابقاً في الفيديو.
كما أشارت نتائج هذه التجربة إلى أن الأطفال يميلون إلى نمّذجة السلوك الذي يشاهدونه عبر الفديو. فغالبًا لم يكن ضمنًا أن الأطفال قد يقلدون السلوكيات العدوانية التي يشاهدونها عبر وسائل الإعلام. ورغم ذلك، فقد تعرضت تجارب باندورا لبعض الانتقادات (على سبيل المثال Gauntlett ، 1995) ولأسباب مُتعددة. أولًا، ليس من السهل التعميم على العدوانية على الدمية Bo-bo (التي يُراد ضربها) إلى العنف الشخصي. ثانيًا، من الممكن أن يكون تحفيز الأطفال لمجرد إرضاء المختبِر بدلاً من العدوانية. بمعنى آخر، قد تكون مشاهدة الأطفال لمقاطع الفديو كتعليمات، بدلاً من التحفيز للشعور بمزيدٍ من العدوانية. ثالثًا، في دراسة أخيرة (1965)، اضاف باندورا شرطًا يتم فيه معاقبة نموذج البالغين بنفسه عقابًا جسديًا بسبب ضربه لدمية Bo-bo. على وجه التحديد، تم الضغط على الشخص البالغ في الفديو من قبل المختبِر وضربه بصحيفة ورقية أثناء تعرضه للتوبيخ. هذا العنف الفعلي على أساس الشخص قلل بالفعل من الأفعال العدوانية في الأطفال، ربما بسبب التعزيز الغير مباشر لهم، ومع ذلك، تشير النتائج الأخيرة إلى أنهُ حتى الأطفال الصغار لا يقلدون العدوان تلقائيًا، بل بتظرون إلى سياق العدوان.
بعض العلماء يقدرون أن رؤية الأطفال للعنف من خلال وسائل الإعلام أمر شائع إلى حدٍ بعيد، فإن المخاوف المرتبطة بوسائل الإعلام كثيرًا ما تتبع مناهج نظرية للتعليم الاجتماعي.

### النظرية الاجتماعية المعرفية
النظريات المعرفية الاجتماعية تتركز على نظرية التعليم الاجتماعي، ولكنها تُشير إلى أنه يتم تنشيط العدوان عن طريق تَعلُم سينارِيوهات العدوانية الأولية. تتضمن الحساسية في المشاعر وإثارتها / توليدها في النظريات المعرفية الاجتماعية الأخيرة. فقد استحوذ اهتمام المجتمع العلمي والجمهور العام على مفهوم ازالة الحساسية في المشاعر. مع التعرض المتكرر للعنف الإعلامي؛ من المفترض أن يحدث التشبع النفسي أو التكيف العاطفي بحيث تضعف أو تقل المستويات الأولية للاشمئزاز والقلق. مثالاً على ذلك، في عام 2016 أُجريت دراسة على عينة من طلاب الجامعة بشكل عشوئي باللعب بألعاب الفيديو العنيفة أو الغير عنيفة لمدة 20 دقيقة. بعد ذلك طُلبَ منهم مشاهدة فيديو يتضمن عنف حقيقي لمدة 10 دقائق. نتيجةً لذلك لوحظَ أن الطلاب الذينَ لعبوا ألعاب الفيديو العنيفة لم يكونوا أقل تأثُراً بشكل ملموس بالعمل العدواني محاكاة من أولئكَ الذينَ لم يلعبوا ألعاب الفيديو العنيفة. ومع ذلك، فإن درجة «المحاكاة» للمشاركين، أو التي قد يكون المشاركون قد استجابوا لها «خصائص الطلب» غير واضحة (انظر الانتقادات أدناه). ومع ذلك، يمكن القول أن النظرية المعرفية الاجتماعية هي النموذج السائد لآثار عنف وسائل الإعلام لسنوات عديدة، على الرغم من أنها تعرضت للنقد الأخير (مثل Freedman ، 2002 ؛ Savage ، 2004). وقد اقترحت المنحة الحديثة أن النظريات المعرفية الاجتماعية للعدوان قد عفا عليها الزمن وينبغي أن تقاعد. يجادل بعض العلماء أيضًا بأن المشاهدة المستمرة لأعمال العنف تجعل المراهقين أكثر عرضة لأن يصبحوا أكثر عنفًا.

### النموذج المحفز
النموذج المحفز هو إحدى النظريات البديلة (Ferguson et al. 2008) والذي تم اقتراحه لشرح مسببات العنف. ويعتبر النموذج المحفز هو نظرية جديدة ولم يتم اختبارها على نطاق واسع. وفقًا لنموذج المحفز، ينشأ العنف من المزيج التأثيرات الجينية والاجتماعية المبكرة (الأسرة وأقرانهم على وجه الخصوص). وتبعًا لهذا النموذج، يعتبر وبوضوح أن تأثير العنف الإعلامي مسبب ضعيف. وبسبب ظروف البيئة العصبية؛ يتم «تُحفيز» أعمال عنف محددة، ويتتطلب وجود ضغط أقل لتحفيز العنف لدى الأفراد الذبنَ لديهم استعداد أكبر للعنف. هناك بعض الأعمال الجديدة والتي دعمت هذا الرأي (مثل Ferguson et al. 2008). بطريقة مُماثَلة؛ قدمت البحوث الحديثة مع السجناء الدعم للنموذج المحفز. على وجه التحديد، وكما أشار النموذج المحفز، بأنَ مرتكبو الجرائم في بعض الأحيان كانوا يشتملون على عناصر سلوكية أو سلوكيات في جرائمهم التي رأوها من قبل في وسائل الإعلام، ولكن الدافع لارتكاب جرائم في حد ذاته لا علاقة له بمشاهدة وسائل الإعلام.

### نظرية الذعر الأخلاقي
النظرية الأخيرة والتي لها صلة بهذا المجال هي نظرية الذعر الأخلاقي. إلى حدٍ كبير يوضح ديفيد غونليت  أن هذه النظرية تفترض أن المخاوف بشأن وسائل الإعلام الجديدة هي دورية وتاريخية. كما يشكل المجتمع حول هذا الرأي اعتقادًا سلبيًا في هذا الرأي، يُشكل المجتمع اعتقادًا سلبيًا مُحددًا سلفًا بشأن وسيلة جديدة- عادةً لا يستخدمُها عادةً كبار السن والأعضاء الأقوياء في المجتمع. تميل الدراسات البحثية والمواقف التي اتخذها الباحثون والسياسيون إلى تأكيد المعتقد الموجود مسبقًا، بدلاً من مراقبة وتقييم المشكلة بهدوء. في النهاية، يندلع الهلع بعد عدة سنوات أو عقود، لكن في النهاية يطفو على السطح عندما يتم تقديم وسيط جديد آخر.

## الانتقادات
على الرُغم من أن بعض المنظمات الأكاديمية الأمريكية لطب الأطفال والرابطة الأمريكية لعلم النفس قد اقترحت إجراء آلاف من الدراسات (3500 وفقًاAAP) لتأكيد هذا الرابط، كما جَادل في صحة ذلك آخرون بأن هذه المعلومات غير صحيحة.و بدلًا من ذلك؛ تم إجراء حوالي 200 دراسة فقط (تُؤكدها التحليلات الوصفية مثل Paik و Comstock ، 1994)في المجالات العلمية والتي استعرضها النظراء «المراجعين لها» حول تأثير العنف على التلفزيون والأفلام والموسيقى وكذلك الفيديو. ويُجادل النُقاد بأنَ حوالي نصفهم يجدون بعض الارتباط بين وسائل الإعلام والعدوان في وقت لاحق (ولكن لا تتضمن الجريمة العنيفة)، في حين أنَ النصف الآخر لا يجد صلة بين استهلاك وسائل الإعلام التي تبث العنف والعدوان في اللاحق من أي نوعًا كان.
انتقادات ربط العنف الإعلامي على الكثير من المشكلات النظرية والمنهجية بما في ذلك (على سبيل المثال بلا حصر) ما يلي (انظر إلى Bryce & Kaye 2011 ؛Freedman ، 2002 ؛ Olson ، 2004 ؛ Tedeschi & Quigley ، 1996 ؛ Pinker ، 2002):
1. الفشل في التحكم في الظروف التجريبية بشكل كاف عند تقييم النتائج العدوانية بين الألعاب العنيفة وغير العنيفة (انظر Adachi & Willoughby ، 2010). تقليديًا، اختار الباحثون لعبة عنيفة واحدة ولعبة واحدة غير عنيفة، لكنهم لم يبدوا سوى اعتبارًا ضئيلًا للاستجابات المختلفة المحتملة لهذه الألعاب كنتيجة للاختلافات في خصائص اللعبة الأخرى (مثل مستوى العمل والإحباط والتمتع).
2. عدم الاعتراف بدور السياقات الاجتماعية التي يتعرض لها العنف الإعلامي. ضمن النماذج النظرية التي تشرح تأثير التعرض العنيف لألعاب الفيديو على المواقف والسلوكيات العدوانية، لا يوجد اعتراف تجاه فهم تأثير تجارب وسياقات الألعاب الاجتماعية على هذه النتائج. وهذا هو، تظهر النتائج التفاضلية للألعاب كنتيجة للسياقات الاجتماعية المختلفة (الألعاب عبر الإنترنت مقابل الألعاب غير المتصلة بالإنترنت) والديناميات الاجتماعية المشاركة في تجارب الألعاب الاجتماعية (Kaye & Bryce ، 2012). تفترض النماذج النظرية الموجودة أن نتائج الألعاب متكافئة، بغض النظر عن هذه السياقات المختلفة. هذا هو الحد الرئيسي للنظرية الحالية في بحوث العنف الإعلامي
3. عدم استخدام تدابير موحدة وموثوقة وصالحة للعدوان والتعرض للعنف الإعلامي. على الرغم من أن قياس المتغيرات النفسية يكون دائمًا خادعًا في أحسن الأحوال، إلا أنه من المقبول عمومًا أن تكون تقنيات القياس موحدة وموثوقة وصالحة، كما هو موضح تجريبياً. ومع ذلك، يجادل بعض العلماء أن أدوات القياس المعنية غالبًا ما تكون غير قياسية، وتُستخدم بشكل ضعيف، وتفشل في الإبلاغ عن معاملات الموثوقية. ومن الأمثلة على ذلك «اختبار وقت رد الفعل التنافسي» الذي يعتقد المشاركون فيه أنهم يعاقبون خصمًا لفقدانه في اختبار وقت رد الفعل من خلال تعريض الخصم للانفجارات الصوتية أو الصدمات الكهربائية. لا توجد طريقة موحدة لاستخدام هذه المهمة، مما يثير احتمال أن المؤلفين قد يتلاعبوا بالنتائج لدعم استنتاجاتهم. قد تنتج هذه المهمة العشرات من الطرق الممكنة المختلفة لقياس «العدوان»، وكل ذلك من بيانات مشارك واحد. بدون طريقة موحدة لاستخدام وقياس العدوان باستخدام هذه المهمة، لا توجد طريقة لمعرفة ما إذا كانت النتائج التي تم الإبلاغ عنها تمثل مقياسًا صحيحًا للعدوان، أو تم اختيارها من بين البدائل المحتملة لمجرد أنها أنتجت نتائج إيجابية حيث لم تقم بدائل أخرى بذلك. وجد فيرغسون وكيلبورن، في مقال نشر في مجلة طب الأطفال، أن تدابير العدوان الموحد والتحقق منها بشكل سيئ تميل إلى إحداث تأثيرات أعلى من تدابير العدوان التي تم التحقق منها جيدًا.
4. عدم الإبلاغ عن النتائج السلبية. يزعم بعض العلماء أن العديد من المقالات التي تدعي وجود نتائج إيجابية فيما يتعلق بالربط بين عنف وسائل الإعلام والعدوان اللاحق، عند قراءة أوثق، لها بالفعل نتائج سلبية أو غير حاسمة. أحد الأمثلة على ذلك هو الجزء التجريبي من Anderson & Dill (2000 ؛ مع ألعاب الفيديو) الذي يقيس العدوان بأربعة طرق منفصلة (باستخدام مقياس العدوان غير القياسي وغير الموثوق به وغير المقيد، اختبار وقت رد الفعل التنافسي المذكور أعلاه) ويجد أهمية واحدة فقط من تلك التدابير. لو تم إجراء تعديل إحصائي يُعرف باسم تصحيح Bonferroni بشكل صحيح، لكان هذا الاكتشاف الرابع غير مهم. تختلف مشكلة إعداد التقارير الانتقائية عن تأثير «درج الملفات» الذي تفشل فيه المجلات في نشر المقالات ذات النتائج السلبية. بدلاً من ذلك، يرجع هذا إلى قيام المؤلفين بإيجاد «حقيبة مختلطة» من النتائج ومناقشة النتائج الداعمة فقط وتجاهل النتائج السلبية داخل مخطوطة واحدة. مشكلة عدم الإبلاغ عن النتائج غير المهمة (ما يسمى «تأثير ملف الخزانة») هي مشكلة في جميع مجالات العلوم ولكنها قد تكون مشكلة خاصة في المجالات التي يتم الإعلان عنها مثل عنف وسائل الإعلام.
5. عدم حساب المتغيرات «الثالثة». يزعم بعض العلماء أن دراسات العنف الإعلامي تفشل بانتظام في حساب المتغيرات الأخرى مثل الوراثة والشخصية والتعرض للعنف العائلي التي قد تفسر السبب في أن بعض الناس يصبحون عنيفين ولماذا قد يختار هؤلاء الأشخاص أنفسهم تعريض أنفسهم لوسائل الإعلام العنيفة. لقد وجدت العديد من الدراسات الحديثة أنه عندما يتم التحكم في عوامل مثل الصحة العقلية والبيئة الأسرية والشخصية، لا توجد علاقة تنبؤية بين ألعاب الفيديو أو العنف التلفزيوني وعنف الشباب (فيرغسون، سان ميغيل وهارتلي، 2009 ؛ يبارا وآخرون، 2008، الشكل 2).
6. عدم تحديد «العدوان» بشكل مناسب استجوب النقاد مقاييس تجريبية للعدوان (Mussen & Rutherford، 1961؛ Deselms & Altman، 2003). كان الشاغل الرئيسي للنقاد قضية الصلاحية الخارجية للتدابير التجريبية للعدوان. غير أن صحة مفهوم العدوان نفسه نادراً ما يتم التشكيك فيها. توجد تصنيفات مفصلة للغاية لأشكال مختلفة من العدوان. سواء أكان الباحثون متفقين على المصطلحات المعينة المستخدمة للإشارة إلى الأنواع الفرعية المعينة من العدوان (أي العلائقية مقابل العدوان الاجتماعي)، يتم دائمًا تعريف مفاهيم العدوان من الناحية التشغيلية في المجلات التي راجعها النظراء. لكن العديد من هذه التعريفات العملية للعدوان يتم انتقادها على وجه التحديد. العديد من التدابير التجريبية للعدوان مشكوك فيها إلى حد ما (مثل Mussen & Rutherford، 1961؛ Berkowitz، 1965؛ Bushman & Anderson، 2002؛ Deselms & Altman، 2003). تفشل دراسات أخرى في التمييز بين «العدوان» الذي يهدف إلى إلحاق الأذى بشخص آخر، و «اللعب العدواني» الذي قد يتظاهر فيه شخصان (عادةً ما يكونان من الأطفال) بالانخراط في سلوك عدواني، لكنهما يفعلان ذلك بالتراضي لغرض التمتع المتبادل. (غولدشتاين)
7. أحجام «الآثار» الصغيرة. في عالم الأبحاث، يمكن أن يكون معنى «الأهمية الإحصائية» غامضًا. يمكن أن يساعد مقياس حجم التأثير في تفسير الأهمية الإحصائية. في تحليل تلوي لـ 217 دراسة قام بها Paik و Comstock (1994)، كانت أحجام التأثير للتجارب r = .37 و r = .19 للدراسات الاستقصائية، التي تكون آثارها صغيرة إلى متوسطة. ومع ذلك، فإن معظم هذه الدراسات لم تقيس فعليًا العدوان على شخص آخر. يلاحظ بايك وكومستوك أنه عندما يتم النظر في العدوان على شخص آخر، وخاصة الجريمة العنيفة الفعلية، فإن العلاقة بين العنف الإعلامي وهذه النتائج تقترب من الصفر. يمكن أن تختلف التأثيرات وفقًا لحجمها (على سبيل المثال، قد تكون تأثيرات أكل الموز على حالتك المزاجية «مهمة إحصائيًا» لكنها ستكون صغيرة جدًا، غير محسوسة تقريبًا، في حين أن تأثير الوفاة في الأسرة المباشرة سيكون «مهمًا من الناحية الإحصائية» ولكن من الواضح أنه أكبر من ذلك بكثير). تنتج دراسات العنف الإعلامي عادة تأثيرات صغيرة جدًا وعابرة لا تترجم إلى تأثيرات كبيرة في العالم الحقيقي. غالبًا ما يدافع الباحثون عن العنف في وسائل الإعلام عن ذلك بقولهم إن العديد من الدراسات الطبية تنتج أيضًا تأثيرات صغيرة (على الرغم من أن Block and Crain ، 2007، لاحظوا أن هؤلاء الباحثين ربما أساءوا تقدير حجم التأثير من الأبحاث الطبية).
8. معدلات العنف في وسائل الإعلام ليست مرتبطة بمعدلات جرائم العنف. يتمثل أحد القيود على النظريات التي تربط بين العنف الإعلامي والعنف المجتمعي في أن العنف الإعلامي (الذي يبدو أنه مستمر بلا كلل ومتصاعد منذ الخمسينيات) يجب أن يرتبط بجريمة العنف (التي كانت تتصاعد باستمرار على مدار التاريخ البشري). من خلال مناقشة البيانات من الخمسينيات وحتى التسعينيات فقط، يخلق الباحثون في مجال العنف الإعلامي وهم بأن هناك علاقة، في حين أنه لا يوجد في الواقع. حدثت طفرات كبيرة في جرائم العنف في الولايات المتحدة دون حدوث طفرات عنيفة في وسائل الإعلام خلال الثمانينيات من القرن التاسع عشر (عندما تم حفظ السجلات لأول مرة) وفي الثلاثينيات من القرن الماضي. لم يكن معدل القتل في الولايات المتحدة أعلى مما كان عليه خلال الثلاثينيات. وبالمثل، تفشل هذه النظرية في تفسير سبب انخفاض معدلات الجرائم العنيفة (بما في ذلك بين الأحداث) بشكل كبير في منتصف التسعينيات وبقيت منخفضة، في وقت استمر فيه العنف الإعلامي في الزيادة، وشهدت إضافة ألعاب فيديو عنيفة. أخيرًا، لا يمكن للباحثين عن العنف في وسائل الإعلام أن يفسروا سبب انخفاض معدلات الجريمة العنيفة في العديد من البلدان التي بها معدلات عنف إعلامي مماثلة أو مساوية للولايات المتحدة (مثل النرويج وكندا واليابان وغيرها). فشلت الدراسة التي قام بها Huesmann & Eron عبر الوطنية (والتي غالباً ما يتم الاستشهاد بها لدعم تأثيرات عنف وسائل الإعلام) في إيجاد صلة بين العنف التلفزيوني والسلوك العدواني في معظم البلدان المشمولة في التحليل (بما في ذلك أمريكا، وحتى في الدراسات التي أجريت على أمريكا أولاد).
9. العنف الإعلامي على شاشة التلفزيون هو انعكاس لمستوى العنف الذي يحدث في العالم الحقيقي . يجادل العديد من المبرمجين التلفزيونيين بأن برامجهم تعكس فقط العنف الذي يحدث في العالم الحقيقي. في عام 1990، ناقش زيف براون، من سي بي إس، في نقاش حول مشروع قانون العنف، «نحن نعيش في مجتمع عنيف. الفن يقلد أنماط الحياة، وليس العكس: سيكون من الأفضل للكونغرس أن ينظف هذا المجتمع بدلاً من تنظيف هذا انعكاس للمجتمع».[10]

الثقافة والعنف الإعلامي في هذا البحث غالبًا ما يكون مُستَمد من البحث النفسي والتواصل الأمريكي. في الخطابات العامة والأكاديمية في أوروبا؛ تكون المخاوف بشأن «تأثير» العنف الإعلامي أقل بروزًا، كذلكَ في أجزاء أُخرى من العالم المتقدم. هذا إلى حد كبير؛ لأنَ العلماء الأوروبيين والإستراليين، على وجه الخصوص، يدركونَ أن العلاقة بينَ الإعلام والثقافة أكثر تعقيدًا بكثير مِما يتم الاعتراف به في كثير من الأحيان من خلال الأبحاث النفسية والاتصالات في أمريكا الشمالية. هناك اعتراف بأن الثقافة أمر حاسم لفهمنا لهذه التعقيدات، وأنه لا توجد علاقات سببية واضحة بين الثقافة والإعلام والسياسة والعنف الإنساني. إنهم ببساطة يعملون بطرق معقدة من خلال بعضهم البعض من خلال التفاعلات الاجتماعية والتاريخ.
هناك دراسة صغيرة نُشِرت في Royal Society Open Science في 13 مارس 2019 أن «كُلاً من مشجعين الموسيقى العنيفة وغير المشجعين أظهروا تَحيزًا عامًا وسلبيًا للصور العنيفة على الصور المُحايدة، بصرف النظر عن أنواع الموسيقى».

## الرد على الانتقادات
1. يستخدم العلوم الاجتماعية تجارب عشوائية للتحكم في الفروق المحتملة بين ظروف الوسائط، على الرغم من أنه يجب القيام بها بحذر. في دراسة نموذجية، يتم تعيين الأطفال أو الشباب البالغين بشكل عشوائي لظروف وسائط مختلفة ثم يتم ملاحظتهم عند منحهم الفرصة ليكونوا عدوانيين. لقد دافع الباحثون الذين يدافعون عن الآثار السببية عن عملهم القائم على النظرية المنهجية والإحصائية الراسخة وعلى البيانات التجريبية.[14]
2. فيما يتعلق بالطبيعة غير الحاسمة لبعض النتائج، غالبًا ما يؤكد الباحثون في وسائل الإعلام الذين يدافعون عن الآثار السببية أن النقاد هم الذين يسيئون تفسير الدراسات أو يقومون بالإبلاغ عنها بشكل انتقائي (أندرسون وآخرون، 2003). قد يكون الجانبان من النقاش يسلطان الضوء على النتائج المنفصلة الأكثر ملاءمة لـ «قضيتهم».
3. فيما يتعلق بالمتغيرات «الثالثة»، يعترف باحثو عنف وسائل الإعلام الذين يناقشون من أجل التأثيرات السببية بأن المتغيرات الأخرى قد تلعب دوراً في العدوان (Bushman & Anderson، 2001) [15] وأن العدوان يرجع إلى مجموعة من المتغيرات. تُعرف هذه المتغيرات باسم «المتغيرات الثالثة»، وإذا وجدت، فمن المحتمل أن تكون متغيرات الوسيط (والتي تختلف عن متغيرات الوسيط). يمكن لمتغير الوسيط أن «يفسر» تأثيرات عنف وسائل الإعلام، في حين أن متغير الوسيط لا يستطيع ذلك. على سبيل المثال، يزعم بعض العلماء أن عدوانية السمات قد أثبتت أنها معتدلة في تأثيرات عنف وسائل الإعلام (Bushman)، على الرغم من أن «عدوان الصفات» في بعض الدراسات يبدو أنه يمثل أي صلة بين التعرض للعنف الإعلامي والعدوان. كما تم العثور على متغيرات أخرى لتخفيف آثار عنف وسائل الإعلام (Bushman & Geen، 1990).[16] قضية أخرى هي الطريقة التي تتعامل بها الدراسات التجريبية مع متغيرات الإرباك المحتملة. يستخدم الباحثون مهمة عشوائية لمحاولة تحييد آثار ما يشار إليه عادة كمتغيرات ثالثة (مثل النوع الاجتماعي، عدوانية السمات، تفضيل الوسائط العنيفة). نظرًا لأن التصميمات التجريبية تستخدم تعيينًا عشوائيًا للظروف، فإن تأثير هذه المتغيرات المنسوبة إلى النتائج التجريبية يفترض أن يكون عشوائيًا (غير منتظم). ومع ذلك ، لا يمكن قول الشيء نفسه بالنسبة للدراسات المترابطة ، والفشل في السيطرة على مثل هذه المتغيرات في الدراسات المترابطة يحد من تفسير هذه الدراسات. في كثير من الأحيان ، يثبت شيء بسيط مثل الجنس أنه قادر على «التوسط» في آثار العنف الإعلامي.
4. فيما يتعلق بالعدوان ، قد تكون المشكلة أقل ارتباطًا بتعريف العدوان ، ولكن بالأحرى كيف يتم قياس العدوان في الدراسات ، وكيف يتم استخدام العدوان والجريمة العنيفة بالتبادل في نظر الجمهور.
5. يبدو أن الكثير من النقاش الدائر حول هذه القضية يدور حول الغموض فيما يتعلق بما يُعتبر «صغيرًا». يؤكد الباحثون في مجال العنف الإعلامي الذين يدافعون عن الآثار السببية أن أحجام التأثير المذكورة في آثار العنف الإعلامي تشبه تلك الموجودة في بعض الأبحاث الطبية والتي تعتبر مهمة من قبل المجتمع الطبي (Bushman & Anderson، 2001)، على الرغم من أن الأبحاث الطبية قد تعاني من بعض نفس العيوب التفسيرية مثل العلوم الاجتماعية. تم الطعن في هذه الحجة على أساس إحصاءات خاطئة (Block & Crain ، 2007). لقد وجد Block & Crain (2007) [17] مؤخرًا أن علماء الاجتماع (Bushman & Anderson، 2001) قد أخطأوا في تقدير بعض أحجام التأثيرات الطبية. يظل تفسير حجم التأثير في كل من العلوم الطبية والاجتماعية في بدايته.
6. في الآونة الأخيرة ، أقر باحثو العنف الإعلامي الذين يناقشون من أجل التأثيرات السببية بأن استهلاك وسائل الإعلام المجتمعية ومعدلات الجريمة العنيفة لا يرتبطان ارتباطًا جيدًا ، لكنهم يدعون أن هذا يرجع على الأرجح إلى متغيرات أخرى غير مفهومة جيدًا. ومع ذلك ، يظل هذا التأثير يفسر بشكل سيئ من خلال نظريات العنف الإعلامي الحالية ، وقد يحتاج الباحثون في مجال العنف الإعلامي إلى مزيد من الحرص على عدم الرجوع إلى نظرية لا يمكن تبريرها   - واحد لا يمكن دحضه (فريدمان ، 2002).
7. يجادل الباحثون الذين يدافعون عن الآثار السببية بأن تباين الأعمال العنيفة التي يشاهدها التلفزيون مقارنة بتلك الموجودة في العالم الواقعي ضخم. نظرت إحدى الدراسات في تواتر الجرائم التي تحدث في العالم الواقعي مقارنة بتكرار الجرائم التي تحدث في البرامج التلفزيونية القائمة على الواقع التالية: أكثر المطلوبين في الولايات المتحدة ، ورجال الشرطة ، وكبار رجال الشرطة ، و FBI ، و Untold Story و American Detective ، (أوليفر ، 1994). تم تقسيم أنواع الجرائم إلى فئتين ، جرائم عنيفة وجرائم غير عنيفة. 87 ٪ من الجرائم التي تحدث في العالم الحقيقي هي جرائم غير عنيفة ، في حين أن 13 ٪ فقط من الجرائم التي تحدث على شاشة التلفزيون تعتبر جرائم غير عنيفة.[10] ومع ذلك ، فإن هذا التناقض بين وسائل الإعلام وجرائم الحياة الواقعية يمكن أن يشكك في نظريات التأثيرات الإعلامية بدلاً من أن يدعمها. ربطت بعض الأبحاث السابقة بين الملاكمة والقتل [18] على الرغم من أن باحثين آخرين يعتبرون أن هذه الروابط تذكرنا بالآثار البيئية (مثل Freedman ، 2002). هناك حاجة إلى مزيد من البحث لتحديد أي آثار سببية في الواقع.[19]

## العنف الإعلامي وعنف الشباب
يقضي الأطفال في الولايات المتحدة 6ساعات في اليوم - بمعدل متوسط - مقتَرنيّن بوسائل الإعلام. ورغمَ ذلك؛ أشار العديد من العلماء (مثل فريدمان، 2002؛ أولسون، 2014؛ سافاج، 2014) إلى أنهُ مع زيادة العنف في المحتوى الإعلامي في العقود القليلة الماضية، انخفضت جرائم العنف بين الشباب بشكل سريع؛ نظرًا لأن العنف الذي يتم تصويره من خلال وسائل الإعلام؛ وخاصةً التلفزيون، عادةً ما يتم يُعاقب عليها، وبذلك فإنهُ لا يؤثرعلى إنتاج السلوك العنيف. ومن الواضح أنهُ مع تقليل التعرض للعنف من خلال وسائل الإعلام سيقلل من العدوانيه، ومع ذلك؛ فإنهُ من غير الواضح نوع التدخلات التي من خلالها ستؤدي إلى انخفاض في التعرض. وكما أظهرت التحاليل لهذه الدراسة إلى أن استهلاك وسائل الإعلام التي تنشر العنف وذلكَ بأشكال مختلفة من سلوك الوالدين الغير مُتعاطف؛ أدى إلى جنوح أكثر عنفًا، وإلى معتقدات معيارية أكثر قبولًا للعنف. وَمع تقدم الأطفال إلى سن المراهقة؛ تُصبح الأدلة على ارتكاب أعمال العُنف وذلكَ فيما يتعلق بوسائل الإعلام التي تقدم العنف من خلالها أقل اتساقًا. الرغم من أن معظم العلماء يحذرون من أن هذا التراجع لا يمكن أن «وصفه» يعزى إلى تأثير سببي ، إلا أنهم استنتجوا أن هذه الملاحظة تتعارض مع الآثار الضارة السببية للعنف الإعلامي. لم تجد دراسة حديثة طويلة الأجل عن الشباب أي علاقة طويلة الأمد بين ممارسة ألعاب الفيديو العنيفة أو مشاهدة التلفزيون أو عنف الشباب أو العنف أو البلطجة.

## العلاقة بين العنف في وسائل الإعلام والسلوكيات العدوانية البسيطة
يرتبط العنف في وسائل الإعلام بالعنف الجسدي الخطير أوالبلطجة أو عنف الشباب من خلال النظر إلى الأدلة القليلة المتعلقة بذلك، وفي هذا الوقت؛ يظهر أن معظم النقاش يتم التركيز فيه على ما إذا كان العنف في وسائل الإعلام قد يؤثر أكثر على الأشكال الغير ضارة من العدوانية. يستعرض مقال كُتبَ في عام 1987 تاريخ قضايا المحاكم والتي تتناول أعمال العنف من الشباب، كما كانت المحاكم مُترددة في تحميل وسائل الإعلام المسؤولية على ارتكاب تلكَ الأعمال العدوانية. في الوقت الحالي؛ لم يتم التوصل إلى توافق في الآراء بشأن تلكَ المسألة. مثالًا على ذلك؛ في عام 1974 شهد الجراح العام الأمريكي أمام الكونجرس بأنَ «بالإجماع الساحق وتقرير اللجنة الاستشارية العلمية يُشير إلى أن العنف المُشاهد من خلال التلفزيون في الواقع لهُ تأثير سلبي على بعض أفراد مجتمعنا». ومع ذلك، بحلول عام 2001، كان مكتب الجراح العام الأمريكي، وكذلكَ وزارة الصحة والخدمات الإنسانية قد ناقض نفسه إلى حد كبير، وقلل من عنف وسائل الإعلام إلى دور ثانوي فقط، كما لوحظَ العديد من القيود الخطيرة في البحث. كذلك الدراسات اختلفت أيضًا فيما إذا كان العنف الإعلامي يساهم في إزالة الحساسية.

### العنف في وسائل الإعلام والدراسات الثقافية
الكثير من الأبحاث حول وسائل الإعلام والعنف مستمدة من الولايات المتحدة، لا سيما مجالات البحوث ذات الصلة في علم النفس والدراسات الإعلامية / الاتصال. أما البحوث في أستراليا وأوروبا والتي تتضمن العلاقة بين وسائل الإعلام والعدوانية أوسع بكثير، كما أنها جزءاً من الثقافة والسياسة وكذلك العلاقات الاجتماعية. يتحدى جيف لويس في كتابه«ثقافة وسائل الإعلام والعنف الإنساني» الأساليب التقليدية لأبحاث العنف في وسائل الإعلام. كما يُجادل لويس بأنَ العنف ينشأ إلى حد كبير من خلال تفاعل أنماط التفكير والعمليات الاجتماعية التي يتم تحديثها باستمرارعن طريق وسائل الإعلام والخطابات الثقافية الأخرى وكذلك السياسة. كما يتم تقديم العنف باستمرار في النصوص الإعلامية الحكومية والقانونية وكذلك السردية على أنهُ «مُصرح به» أو «شرعي». بِناءً على ذلكَ؛ يتعارض لويس مع افتراض أن العنف «طبيعي» أو أن العنف ناجم عن وسائل الإعلام من أي نوع. بدلاً من ذلك، يتفاعل الإعلام مع أنماط التفكير أو الوعي الموروثة ثقافياً لخلق الظروف التي يمكن أن يحدث فيها العنف. هذه الأشكال من «التفكير في العنف» مضمنة في العمليات ذات الجذور التاريخية للتنظيم الاجتماعي الهرمي. تعمل هذه النظم التنظيمية الهرمية على تشكيل معارفنا ومعتقداتنا، مما يخلق حالةً من الهيجان يتم فيها تطبيع العنف وترخيصه من قبل الحكومات والمؤسسات القوية الأخرى. لذلك فإن العلاقة بين العنف والإعلام معقدة للغاية، ولكنها موجودة في الإطار المعياري للثقافة الحديثة.

## الحواشي
1. ↑  Anderson، Craig A.؛ Berkowitz، Leonard؛ Donnerstein، Edward؛ Huesmann، L. Rowell؛ Johnson، James D.؛ Linz، Daniel؛ Malamuth، Neil M.؛ Wartella، Ellen (2003). "The influence of media violence on youth". Psychological Science in the Public Interest. ج. 4 ع. 3: 81–110. DOI:10.1111/j.1529-1006.2003.pspi_1433.x. PMID:26151870. مؤرشف من الأصل (PDF) في 2020-05-11.
2. ↑  Media Violence Commission، International Society for Research on Aggression (Isra) (2012). "Report of the Media Violence Commission". Aggressive Behavior. ج. 38 ع. 5: 335–41. DOI:10.1002/ab.21443. PMID:22886500.
3. ↑  Weaver، Erin (2007). "Based on a True Story: The Use of Truth on the Didactic Stage". Inquiry@Queen's ع. 1: 1–5.
4. 1 2  Sparks, G.G., Sparks, E. A & Sparks, C.W. (2008) Media Violence. In J. Bryant (
Ed),Media Effects: Advances in Theory and Research(3rd ed., pp. 269–286)
5. ↑  Beresin، Eugene. "The Impact of Media Violence on Children and Adolescents: Opportunities for Clinical Interventions". American Academy of Child and Adolescent Psychiatry. مؤرشف من الأصل في 20 يونيو 2013. اطلع عليه بتاريخ أكتوبر 2020. {{استشهاد ويب}}: تحقق من التاريخ في: |تاريخ الوصول= (مساعدة)
6. ↑  Ferguson، Christopher؛ Dyck، Dominic (2012). "Paradigm change in aggression research: The time has come to retire the General Aggression Model" (PDF). Aggression and Violent Behavior. ج. 17 ع. 3: 220–228. DOI:10.1016/j.avb.2012.02.007. مؤرشف من الأصل في 2013-09-27.
7. ↑  Mrug، Sylvie (1 يناير 2016). "Emotional Desensitization to Violence Contributes to Adolescents' Violent Behavior". Journal of Abnormal Child Psychology. ج. 44 ع. 1: 75–86. DOI:10.1007/s10802-015-9986-x. PMC:4539292. PMID:25684447.
8. ↑  Surette، Ray (2013). "Cause or catalyst: The interaction of real world and media crime models". American Journal of Criminal Justice. ج. 38 ع. 3: 392–409. DOI:10.1007/s12103-012-9177-z.
9. ↑  David Gauntlett (2005), Moving Experiences, second edition: Media Effects and Beyond, London: John Libbey نسخة محفوظة 5 أبريل 2018 على موقع واي باك مشين.
10. 1 2  Anderson, C. A. & Bushman, B. J. (2001) Media Violence and the American Public: Scientific Facts Versus Media Misinformation. American Psychologist
11. ↑  Media, Culture and Human Violence
12. ↑  Sun Yanan؛ Lu Xuejing؛ Williams Mark؛ Thompson William Forde (2019). "Implicit violent imagery processing among fans and non-fans of music with violent themes". Royal Society Open Science. ج. 6 ع. 3: 181580. Bibcode:2019RSOS....681580S. DOI:10.1098/rsos.181580. PMC:6458399.
13. ↑  "Listening to violent music does not desensitise people to violence, study suggests". ذي إندبندنت. 13 مارس 2019. مؤرشف من الأصل في 2019-12-19. اطلع عليه بتاريخ 2019-03-13.
14. ↑  name=Bushman, Rothstein, & Anderson (2010), Much Ado About Something: Violent Video Game Effects and a School of Red Herring: Reply to Ferguson and Kilburn (2010), American Psychological Association نسخة محفوظة 3 مايو 2013 على موقع واي باك مشين.
15. ↑  Bushman، B.J.؛ Anderson، C.A. (2001). "Media violence and the American public: Scientific facts versus media misinformation". American Psychologist. ج. 56 ع. 6–7: 477–489. DOI:10.1037/0003-066x.56.6-7.477. PMID:11413871.
16. ↑  Bushman، B.J.؛ Green، R.G. (1990). "Role of cognitive-emotional mediators and individual differences in the effects of media violence on aggression". Journal of Personality and Social Psychology. ج. 58 ع. 1: 156–163. DOI:10.1037/0022-3514.58.1.156. PMID:2308072.
17. ↑  Block، J.J.؛ Crain، B.R. (2007). "Omissions and errors in "Media Violence and the American Public". American Psychologist. ج. 62 ع. 3: 252–253. DOI:10.1037/0003-066x.62.3.252. PMID:17469907.
18. ↑  Phillips, D.P. (1986). Natural experiments on the effects of mass media violence on fatal aggression: Strengths and weaknesses of a new approach. In L. Berkowitz (Ed.), Advances in experimental social psychology (Vol.19, pp.207-250). Orlando, FL: Academic Press.
19. ↑  Anderson، C. A.؛ Berkowitz، L.؛ Donnerstein، E.؛ Huesmann، L. R.؛ Johnson، J. D.؛ Linz، D.؛ Wartella، E. (2003). "The influence of media violence on youth". Psychological Science in the Public Interest. ج. 4 ع. 3: 81–110. DOI:10.1111/j.1529-1006.2003.pspi_1433.x. PMID:26151870.
20. ↑  Jason، L. A.؛ Danielewicz، J.؛ Mesina، A. (2005). "Reducing media viewing: Implications for behaviorists". Journal of Early and Intensive Behavior Intervention. ج. 2 ع. 3: 194–206. DOI:10.1037/h0100313.
21. ↑  Felson, R. B. (1996). Mass media effects on violent behavior. Annual Review of Sociology, 103-128
22. ↑  Anderson, Craig A.; Berkowitz, Leonard; Donnerstein, Edward; Huesmann, L. Rowell; Johnson, James D.; Linz, Daniel; Malamuth, Neil M.; Wartella, Ellen (1 Dec 2003). "The Influence of Media Violence on Youth". Psychological Science in the Public Interest (بالإنجليزية). 4 (3): 81–110. DOI:10.1111/j.1529-1006.2003.pspi_1433.x. ISSN:1529-1006. PMID:26151870.
23. ↑  Kanz, Kristina-Maria (13 Oct 2015). "Mediated and moderated effects of violent media consumption on youth violence". European Journal of Criminology (بالإنجليزية). 13 (2): 149–168. DOI:10.1177/1477370815608882. ISSN:1477-3708. Archived from the original on 2016-03-31.
24. ↑  Browne، K. D.؛ Hamilton-Giachritsis، C. (2005). "The influence of violent media on children and adolescents: a public-health approach" (PDF). The Lancet. ج. 365 ع. 9460: 702–710. DOI:10.1016/s0140-6736(05)70938-7. مؤرشف من الأصل في 2018-03-29.
25. 1 2  "Video Games and Youth Violence: A Prospective Analysis in Adolescents", Christopher J. Ferguson, Journal of Youth and Adolescence
26. ↑  Dee Lushbough, Juliet (1 Jun 1987). "Media Accountability for Real-Life Violence: A Case of Negligence or Free Speech?". Journal of Communication (بالإنجليزية). 37 (2): 106–139. DOI:10.1111/j.1460-2466.1987.tb00986.x. ISSN:1460-2466.
27. ↑  "American Psychological Society" (PDF). Psychologicalscience.org. مؤرشف من الأصل (PDF) في 2017-08-31. اطلع عليه بتاريخ 2019-03-13.
28. ↑  Office of the Surgeon General (US)؛ National Center for Injury Prevention and Control (US)؛ National Institute of Mental Health (US)؛ Center for Mental Health Services (US) (13 مارس 2019). "Youth Violence: A Report of the Surgeon General". Office of the Surgeon General (US). PMID:20669522. مؤرشف من الأصل في 2019-10-31. اطلع عليه بتاريخ 2019-03-13 – عبر PubMed.
29. ↑  Fanti، Kostas؛ Vanman، E؛ Henrich، CC؛ Avraamides، MN (2009). "Desensitization To Media Violence Over A Short Period of Time". Aggressive Behavior. ج. 35 ع. 2: 179–187. DOI:10.1002/ab.20295. PMID:19172659.
30. ↑  Ramos، Raul؛ Ferguson، Christopher J.؛ Frailing، Kelly؛ Romero-Ramirez، Maria (2013). "Desensitization Comfortably numb or just yet another movie? Media violence exposure does not reduce viewer empathy for victims of real violence among primarily Hispanic viewers". Psychology of Popular Media Culture. ج. 2: 2–10. DOI:10.1037/a0030119.
31. ↑  Gentile، D. A.؛ Lynch، P. J.؛ Linder، J. R.؛ Walsh، D. A. (2004). "The effects of violent video game habits on adolescent hostility, aggressive behaviors, and school performance". Journal of Adolescence. ج. 27 ع. 1: 5–22. DOI:10.1016/j.adolescence.2003.10.002. PMID:15013257.
32. ↑  B. Lewis and J. Lewis, Health Communication: A Media and Cultural Studies Approach, Palgrave, London, Ch.s 1 and 2.
33. ↑  Jeff Lewis (2015) Media, Culture and Human Violence, Rowman and Littlefield, Lanham, MD.
34. ↑  See also S. Critchley (2014) The Faith of the Faithless, Verso, New York; John Gray (2007) Thoughts on Humans and Other Animals, Farrarm Los Angeles.

## روابط خارجية
- موقع شيريل أولسون
- مشروع سياسة التعبير الحر
- موقع براد بوشمان
- معلومات عن القضايا القضائية التي تنتقد أبحاث العنف في وسائل الإعلام
- موقع كريستوفر ج. فيرجسون
- موقع كريج أندرسون
- عنف الشباب: تقرير للجراح العام
- معلومات صناعة برامج الترفيه حول تأثيرات ألعاب الفيديو